# Дом Багаутдиновой — Апанаевой
Дом Б-Ф. Я. Багаутдиновой (Марджани) — Б-Х. Ш. Апанаевой — историческое здание в Казани, в Старо-Татарской слободе, на улице Шигабутдина Марджани, дом 44. Построен во второй половине XIX века. Объект культурного наследия регионального значения.

## История
Дом, построенный в 1873 году по проекту архитектора П. И. Романова, был подарен купцом Хуссейном бин Якубом своей дочери Биби-Фатиме Багаутдиновой на свадьбу с муллой Первой соборной мечети Шигабутдином Марджани, третьей женой которого она стала. После смерти Марджани, в 1890 году, дом перешёл к его дочери Биби-Хаве, ставшей женой Габдуллы Апанаева, муллы Старобазарной мечети.

## Архитектура
Дом построен в стиле эклектики, в декоре присутствуют элементы русского и татарского зодчества. Здание полукаменное — деревянное на кирпичном полуподвале, завершается двускатной крышей, образующей фронтон на уличном фасаде. Со стороны соседнего участка дом снабжён брандмауэром. Уличный фасад имеет 4 оконных оси и небольшой пристрой со входами — двумя дверями, ведущими на первый и второй этажи. Окна нижнего этажа имеют простое обрамление и лучковое завершение. Окна верхнего этажа, в том числе окно в пристрое, имеют больший размер и снабжены профилированными наличниками, имеющими скатные завершения и заострённые выпуски снизу. По бокам дома — широкие филёнчатые пилястры. Над верхней частью дома и пристроя — фриз с меандровым узором. Во фронтоне — традиционное для татарской архитектуры трёхстворчатое окно с наличником и тройным скатным завешением.